# Beauly
Beauly (de origen francés beau lieu, que significa "lugar hermoso" y en gaélico escocés: A' Mhanachainn) es un pueblo del Condado escocés de Inverness emplazado sobre el Río Beauly, a 10 millas al oeste de Inverness por la línea de ferrocarriles Far North Line. El pueblo pertenece en la actualidad al Consejo de Highland.
La tierra alrededor de Beauly es fértil - históricamente se cultivaba en altas proporciones el maíz y actualmente se cultiva fruta con gran éxito. La ciudad históricamente comercializaba carbón, madera, lima, granos y peces.

## Historia

### Primeros años

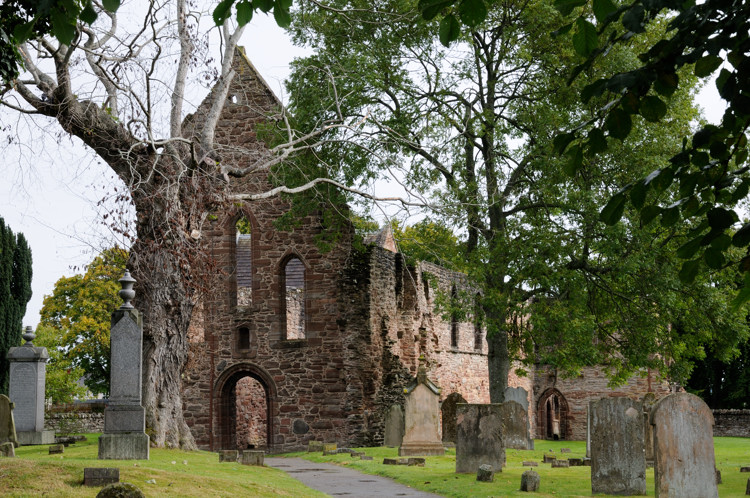
Priorato de Beauly

Beauly es el sitio del Priorato de Beauly, o el monasterio de la Virgen Bendita y de Juan el Bautista, fundado en 1230 por John Byset de Aird, para los monjes Valliscaulian. Después de la reforma, los edificios (excepto por  la iglesia, que ahora está en ruinas) pasaron a ser posesión del Señor Lovat.
Beauly está asociado también al Castillo Lovat, que una vez perteneció a los Bissets. Jacobo VI se lo regaló a Hugh Fraser 5.º Señor de Lovat y más tarde se demolió.
La población de Beauly era de 855 habitantes en 1901.

### Historia reciente
En 1994 Simon Fraser, 15.º Señor de Lovat le vendió el castillo de Beaufort a Ann Gloag (directora del grupo Stagecoach) para saldar deudas.
En 2002, la estación de Ferrocarriles de Beauly, construida en 1862 y cerrada en 1960, se restauró y reabrió.
En enero de 2010, el gobierno escocés aprobó polémicos planes para renovar una línea eléctrica que empezaría en Beauly y terminaría en Denny, Falkirk. Jim MatherMSP consideró a la nueva línea eléctrica parte de un plan para llevar la electricidad generada por granjas eólicas en las islas Occidentales como el proyecto de línea de red más significativo en una generación.  Los 220 kilómetros (140 mi) de  la línea consistirá de una red de 600 pilones, que varían en altura desde 42 a 65 metros (138 a 213 ft).  La primera parte del circuito de transmisión (Beauly a Fort Augustus) se puso en marcha en julio de 2013.
La población de Beauly era de 1,126 habitantes en 1991, 1,283 en 2001 y 1,365 en 2011

## Gobierno
Beauly se encuentra en la Sala del Consejo de Highland de Aird y Loch Ness, que cuenta con cuatro asientos que son actualmente (abril de 2015) sostenidos por dos Consejeros Independientes, un concejal del Partido Nacional escocés y un concejal del Partido Demócrata Liberal escocés.

## Atracciones
Las extensas ruinas de la iglesia abacial del Priorato de Beauly, los monumentos funerarios (incluyendo aquellos de la Familia Mackenzie) están administrados por Escocia Histórica.
Se conoce al pueblo por el Club Beauly Shinty, su equipo de hockey que ha ganado la Copa Camanachd tres veces y han sido Campeones Mundiales una vez.
Al  sudeste de Beauly se encuentra la iglesia de Kirkhill donde está la bóveda de los Lovats como así también parte de los Mackenzies, incluyendo Seaforth y Mackenzies de Gairloch.
A tres millas al sur de Beauly se encuentra el castillo de Beaufort, el lugar principal de los Lovats, una mansión moderna al estilo baronial escocés. Ocupa el sitio de una fortaleza levantada en el tiempo de Alejandro II, la cual estuvo asediada en 1303 por Eduardo I. Luego fue reemplazada por varios castillos. Uno de estos, el Castillo Dounie, fue atacado y quemado por las fuerzas de Oliver Cromwell en 1650 y arrasado otra vez por el ejército real del Príncipe William, Duque de Cumberland en 1746 durante el levantamiento Jacobita. Simon Fraser, 11.º Señor Lovat presenció el último incendio de su castillo desde una colina vecina (él entonces huyó y se refugió en las Highlands antes de su captura en Loch Morar).